# جماعت دعوت و اصلاح
جماعت دعوت و اصلاح تشکّلی است مدنی، در چارچوب اندیشهٔ اسلامی که در زمینه‌های فرهنگی، اجتماعی و سیاسی فعالیت می‌کند.

## رسالت جماعت
«جماعت دعوت و اصلاح» تشکّلی است مدنی در چارچوب اندیشهٔ اسلامی که با هدف حفظ اعتقادات و هویت اهل‌سنت ایران و نیز فراهم‌نمودن زمینه‌های رشد و توسعهٔ همه‌جانبهٔ زندگی فردی و اجتماعی مردم ایران در پرتو باور به کرامت ذاتی بشر، آزادی، عدالت، شورا، دگرپذیری و ارزش‌های بنیادین اخلاقی در ابعاد مختلف زندگی تشکیل شده‌است.
این تشکّل برای ساختن آینده‌ای بهتر، از دانش و فناوری‌های روز بهره می‌گیرد و به اعتدال و میانه‌روی در تفکر و عمل و برقراری روابط و تعامل دموکراتیک با سایر احزاب، جنبش‌ها و تشکل‌ها پایبند است.
همچنین ارتقای سلامت جامعه و حفظ محیط زیست و اهتمام جدی به حقوق اعضا به عنوان سرمایه‌های انسانی و ارتقای توانمندی‌های آنان را از طریق آموزش مستمر، وظیفهٔ خود می‌داند.

## رویکردهای فکری جماعت
جماعت دعوت و اصلاح، در کنگره چهارم که مردادماه سال ۱۳۹۴ تشکیل شد، شعار خود را «کرامت انسانی، معنویت اسلامی و هویت ایرانی» تعیین کرد. دبیرکل جماعت در توضیحی اجمالی پیرامون این شعار اظهار داشت:
«شما نیک می‌دانید که کرامت انسانی مستلزم احترام به آزادی، حقوق بشر، حقوق اقلیت‌های دینی و مذهبی و قومی و اهتمام به دموکراسی و پرهیز از خوانش‌های منافی کرامت انسانی از دین اسلام است.
برای نیل به معنویت اسلامی، فهم صحیح قرآن و سنت و ایمان عمیق و ارتباط وثیق با خداوند متعال و عمل متواصل، دوری از افراط و تفریط، توجه به اخلاق و نوگرایی لازم است.
هویت ایرانی، پیونددهنده و نقطهٔ اشتراک تمامی هویت‌های متعدد و متکثر فرهنگی، دینی، مذهبی، قومی و تمدنی ایران است. این هویت، به صورت برابر متعلق به همهٔ شهروندان این کشور است. جماعت به عنوان یک تشکل مدنی، دفاع از حقوق مذهبی و قومی را در چارچوب همبستگی مردم و تحقق برادری و وفاق اجتماعی وظیفهٔ خود می‌داند.»
عبدالرحمن پیرانی، دبیرکل جماعت: «جماعت دعوت و اصلاح از آغاز شکل‌گیری تا به امروز، دو هدف عمده را دنبال کرده‌است: نخست «پاسداری از باورهای اسلامی» و دوم «پرهیز از نزاع‌ها و درگیری‌های قومی-مذهبی».
«جماعت به عنوان یک تشکل فراگیر در تمامی مناطق اهل‌سنت فعالیت داشته و استراتژی‌اش این بوده که علی‌رغم برخی بی‌مهری‌ها نباید اجازه بدهیم دو اتفاق ناگوار بیفتد؛ نخست، رسیدن به درجهٔ «یأس» به سبب اعمال محدودیت‌ها که نتیجهٔ آن بی‌تفاوتی نسبت به سرنوشت جامعه و ترقی و وفاق آن خواهد بود؛ دوم رسیدن به نقطهٔ تندروی و افراط.»

### رویکردهای هشت‌گانهٔ جماعت دعوت و اصلاح:[۴]
معنویت، شورا، حقوق بشر، آزادی، عدالت، نوگرایی، همبستگی، خشونت پرهیزی .

### اعتقادات و باورهای اساسی:[۱]
باور به جهان بینی توحیدی بر اساس لا اله الا الله و محمدرسول الله. (همان عقاید اسلامی)
باور به اسلام به عنوان بهترین راه زندگی سعادتمندانه و التزام به دعوت و تربیت بر اساس آن. و باور به سروری مسلمانان بر یهود و نصارا
باور به دموکراسی و حقوق و آزادی‌های فردی و عمومی بر اساس اصل آزادی اندیشه و بیان در اسلام.
باور به اصل شورا و خرد جمعی و التزام به آن.
باور به هویت ایرانی، دگرپذیری، تکثرگرایی و همبستگی ملی با رعایت حقوق اقلیت‌های دینی، مذهبی و قومی.
باور به اعتدال و میانه‌روی در تفکر و عمل و اجتناب از تندروی و خشونت.

### ارزش‌های بنیادین:[۱]
اهتمام به ترویج معنویت و فضایل اخلاقی در جامعه.
حمایت از حقوق و آزادی‌های دینی، مذهبی و قومی.
احترام به قانون در جامعه و اصلاح آن از طریق ساز و کارهای قانونی و مدنی.
اهتمام به نهاد خانواده به عنوان زیربنای نظام اجتماعی اسلام.
اهتمام به ارایهٔ خدمات اجتماعی.
التزام به فرهنگ کار جمعی و سازمانی.
اعتلای جایگاه زنان در جامعه در ابعاد فکری، فرهنگی، اجتماعی و سیاسی.
تربیت و آموزش اعضا و هواداران و افراد جامعه.

### اصول راهبُردی جماعت دعوت و اصلاح[۶][۷]
مصوب در نشست دوم کنگرهٔ سوم جماعت:
1. اهتمام به آزادی، حقوق بشر و دموکراسی
2. تأکید بر فرهنگ کار جمعی و فعالیت سازمانی
3. تعمیق گفتمان دگرپذیری و رواداری
4. تفکر سیستمی
5. نگرش فعالانه به‌جای منفعلانه به افکار عمومی
6. نقد و تفکر خودانتقادی
7. ارایهٔ خدمات اجتماعی به جامعه
8. تأکید بر هویت ایرانی جماعت[۸]

## ارکان جماعت[۱]

### کنگره
کنگره عالی‌ترین رکن تصمیم‌گیری جماعت است که اعضای آن به مدت چهارسال انتخاب می‌شوند.

### شورای مرکزی[۹]
شورای مرکزی پس از کنگره، عالی‌ترین رکن تصمیم‌گیری جماعت است که اعضای آن در کنگره برای مدت چهار سال انتخاب می‌شوند

### دبیرکل
دبیرکل کنونی جماعت عبدالرحمن پیرانی دانش‌آموختهٔ دکتری حقوق بین‌الملل و از استادان و علمای کرد اهل سنت منطقهٔ روانسر استان کرمانشاه است. وی در هر چهار کنگرهٔ جماعت که در سال‌های ۱۳۸۰، ۱۳۸۵، ۱۳۸۹ ،۱۳۹۴و ۱۳۹۸ منعقد شد به اتفاق آرای اعضای شورای مرکزی به عنوان دبیرکل جماعت انتخاب شده‌است. وی هم‌اکنون عضو شورای مرکزی اتحادیه جهانی علمای مسلمان است.

### هیئت اجرایی مرکزی
هیئت اجرایی مرکزی، بالاترین رکن اجرایی جماعت جهت اجرای مصوّبات شورای مرکزی است و از رئیس هیئت اجرایی مرکزی، معاونت‌های مرکزی و دو نفر کارشناس به پیشنهاد رئیس هیئت اجرایی مرکزی و تأیید شورای مرکزی تشکیل می‌شود.

### هیئت نظارت و داوری
هیئت نظارت و داوری رکن نظارت و داوری جماعت است که مسئول آن با پیشنهاد دبیرکل و تأیید شورای مرکزی منصوب می‌شود.

## یادداشت ها
1. ↑  The organization listed seven candidates, four of whom won seats.